# Río Pocosol
Río Pocosol är ett vattendrag i Costa Rica.   Det ligger i provinsen Guanacaste, i den nordvästra delen av landet, 190 km nordväst om huvudstaden San José.